# Velvet Darkness
| Críticas profissionais | Críticas profissionais |
| Avaliações da crítica  | Avaliações da crítica  |
| Fonte                  | Avaliação              |
| ---------------------- | ---------------------- |
| Allmusic               | [ 1 ]                  |

Velvet Darkness é o primeiro álbum do guitarrista virtuoso inglês Allan Holdsworth. Este álbum foi alvo de uma polêmica: Allan acusou a gravadora CTI Records de pegar fitas de um ensaio dele com outros músicos (o pianista Allan Pasqua, o baixista Alphonso Johnson e o baterista Narada Michael Walden) e lançá-lo sem sua autorização. Nenhum dos músicos jamais receberam royalties por suas participações neste álbum. Allan Holdsworth não considera este álbum em sua discografia.
As músicas foram gravadas pelo engenheiro musical Rudy Van Gelder durante uma jam session no Van Gelder Studio, em New Jersey.

## Faixas
Todas as faixas compostas por Allan Holdsworth.
| N.º            | Título             | Duração |  |
| 1.             | "Good Clean Filth" | 5:22    |  |
| 2.             | "Floppy Hat"       | 2:47    |  |
| 3.             | "Wish"             | 4:21    |  |
| 4.             | "Kinder"           | 3:08    |  |
| 5.             | "Velvet Darkness"  | 4:43    |  |
| 6.             | "Karzie Key"       | 3:12    |  |
| 7.             | "Last May"         | 1:39    |  |
| 8.             | "Gattox"           | 4:51    |  |
| Duração total: | Duração total:     | 30:03   |  |

Edição Remasterizada de 1990
| N.º | Título                              | Duração |  |
| 1.  | "Good Clean Filth" (alternate take) | 5:38    |  |
| 2.  | "Kinder" (alternate take)           | 3:07    |  |
| 3.  | "Velvet Darkness" (alternate take)  | 4:44    |  |
| 4.  | "Karzie Key" (alternate take)       | 2:15    |  |
| 5.  | "Gattox" (alternate take)           | 6:47    |  |

## Créditos Musicais
- Allan Holdsworth – guitarra, violino
- Alan Pasqua – piano
- Narada Michael Walden – baterias
- Alphonso Johnson – Baixo

### Demais Créditos
- Rudy Van Gelder – engenheiro de som
- Seiji Kaneko – masterização
- Creed Taylor – produção
- Yoichi Nakao – produção (relançamento de 1990)